# Cyclocross-Weltmeisterschaften 2012
Die Cyclocross-Weltmeisterschaften 2012 wurden am 28. und 29. Januar im belgischen Koksijde ausgetragen. Es war nach 1994 die zweite Austragung an diesem Ort. Die Wettkämpfe fanden auf dem Parcours des Duinencross Koksijde statt.

## Ergebnisse

### Männer Elite
| Platz | Land    | Sportler      |
| ----- | ------- | ------------- |
| 1     | Belgien | Niels Albert  |
| 2     | Belgien | Rob Peeters   |
| 3     | Belgien | Kevin Pauwels |

### Frauen
| Platz | Land        | Sportler             |
| ----- | ----------- | -------------------- |
| 1     | Niederlande | Marianne Vos         |
| 2     | Niederlande | Daphny van den Brand |
| 3     | Belgien     | Sanne Cant           |

### Junioren
| Platz | Land        | Sportler             |
| ----- | ----------- | -------------------- |
| 1     | Niederlande | Mathieu van der Poel |
| 2     | Belgien     | Wout van Aert        |
| 3     | Frankreich  | Quentin Jauregui     |

### U 23
| Platz | Land        | Sportler                |
| ----- | ----------- | ----------------------- |
| 1     | Niederlande | Lars van der Haar       |
| 2     | Belgien     | Wietse Bosmans          |
| 3     | Niederlande | Michiel van der Heijden |